# Kirti Nidhi Bista
Pour les articles homonymes, voir Bista.
Kirti Nidhi Bista, né le 15 janvier 1927 à Thamel (Katmandou) et mort le 11 novembre 2017 à Katmandou, est un homme d'État népalais.

## Biographie
Kirti Nidhi Bista a exercé les fonctions de Premier ministre du Népal à trois reprises, du 7 avril 1969 au 13 avril 1970, sous le règne du roi Mahendra Bir Bikram Shah, du 14 avril 1971 au 16 juillet 1973, sous les règnes successifs des rois Mahendra et Birendra Bir Bikram Shah Dev et enfin, du 12 septembre 1977 au 30 mai 1979, sous le règne du roi Birendra.
Il est sorti de sa retraite, en 2005, pour occuper un poste de vice-Premier ministre, du 1er février 2005 au 28 avril 2006, dans le gouvernement directement dirigé par le roi Gyanendra Bir Bikram Shah Dev.